# Hyattsville
Hyattsville és una població dels Estats Units a l'estat de Maryland. Segons el cens del 2000 tenia 14.733 habitants.

## Demografia
Segons el cens del 2000, Hyattsville tenia 14.733 habitants, 5.540 habitatges, i 3.368 famílies. La densitat de població era de 2.658,2 habitants/km².
Dels 5.540 habitatges en un 31,9% hi vivien nens de menys de 18 anys, en un 37,3% hi vivien parelles casades, en un 17,3% dones solteres, i en un 39,2% no eren unitats familiars. En el 30,6% dels habitatges hi vivien persones soles el 7,7% de les quals corresponia a persones de 65 anys o més que vivien soles. El nombre mitjà de persones vivint en cada habitatge era de 2,59 i el nombre mitjà de persones que vivien en cada família era de 3,24.
Per edats la població es repartia de la següent manera: un 24,2% tenia menys de 18 anys, un 10,3% entre 18 i 24, un 34% entre 25 i 44, un 20,5% de 45 a 60 i un 10,9% 65 anys o més.
L'edat mediana era de 34 anys. Per cada 100 dones de 18 o més anys hi havia 88,7 homes.
La renda mediana per habitatge era de 45.355$ i la renda mediana per família de 51.625$. Els homes tenien una renda mediana de 33.163$ mentre que les dones 31.088$. La renda per capita de la població era de 20.152$. Entorn del 7,9% de les famílies i el 10,8% de la població estaven per davall del llindar de pobresa.

## Poblacions més properes
El següent diagrama mostra les poblacions més properes.